# Minsmere
Minsmere – osada w Anglii, w hrabstwie Suffolk. Leży 38 km na północny wschód od miasta Ipswich i 145 km na północny wschód od Londynu.